# Elvira Öberg
Elvira Karin Öberg (Kiruna, 26 de febrero de 1999) es una deportista sueca que compite en biatlón. Su hermana Hanna compite en el mismo deporte.
Participó en los Juegos Olímpicos de Pekín 2022, obteniendo tres medallas, oro en el relevo y plata en las pruebas de velocidad y persecución. Ganó seis medallas en el Campeonato Mundial de Biatlón entre los años 2023 y 2025.

## Palmarés internacional
| Juegos Olímpicos   | Juegos Olímpicos             | Juegos Olímpicos  | Juegos Olímpicos |
| Año                | Lugar                        | Medalla           | Prueba           |
| ------------------ | ---------------------------- | ----------------- | ---------------- |
| 2022               | Pekín (China)                | Medalla de oro    | Relevo           |
| 2022               | Pekín (China)                | Medalla de plata  | Velocidad        |
| 2022               | Pekín (China)                | Medalla de plata  | Persecución      |
| Campeonato Mundial |                              |                   |                  |
| Año                | Lugar                        | Medalla           | Prueba           |
| 2023               | Oberhof (Alemania)           | Medalla de bronce | Relevo           |
| 2024               | Nové Město (República Checa) | Medalla de plata  | Relevo           |
| 2024               | Nové Město (República Checa) | Medalla de bronce | Relevo mixto     |
| 2025               | Lenzerheide (Suiza)          | Medalla de oro    | Salida en grupo  |
| 2025               | Lenzerheide (Suiza)          | Medalla de plata  | Persecución      |
| 2025               | Lenzerheide (Suiza)          | Medalla de bronce | Relevo           |